# フレッシュ情報かごしま
『フレッシュ情報かごしま』（フレッシュじょうほうかごしま）は、2006年10月27日までNHK鹿児島放送局で平日昼前に放送されていた情報番組・広報番組である。後番組は『ひるまえクルーズかごしま』。

## 放送時間
- 月曜 - 金曜 11:45 - 11:54 （2003年9月まで）
- 月曜 - 金曜 11:40 - 12:00 （2006年3月まで）
- 月曜 - 金曜 11:45 - 12:00 （現在[いつ?]）

## キャスター
- 國方栄利子
- 山下由妃
- 大津留由美
- 國生香輪
- 汾陽麻衣